# Jehoszua Feigenbaum
Jehoszua Feigenbaum (hebr. יהושע פייגנבוים, ur. 15 lutego 1947 w Jafie) – izraelski piłkarz grający na pozycji napastnika. W swojej karierze rozegrał 51 meczów w reprezentacji Izraela, w których strzelił 24 gole.

## Kariera klubowa
Swoją karierę piłkarską Feigenbaum rozpoczął w klubie Hapoel Tel Awiw. W 1965 roku awansował do kadry pierwszej drużyny i w sezonie 1965/1966 zadebiutował w niej w pierwszej lidze izraelskiej. W Hapoelu występował do końca sezonu 1978/1979. W sezonach 1965/1966, i 1968/1969 wywalczył z Hapoelem dwa tytuły mistrza Izraela. Zdobył też Puchar Izraela w 1972 roku i Azjatycki Puchar Mistrzów w 1967 roku.
W 1979 roku Feigenbaum przeszedł do Szimszonu Tel Awiw. W sezonie 1980/1981 grał w Hapoelu Jerozolima, a w 1981 roku odszedł do Hapoelu Ramat Gan. W trakcie sezonu 1982/1983 został zawodnikiem Hapoelu Hajfa. Z kolei w 1983 roku został piłkarzem Beitaru Ramla, w którym w 1984 roku zakończył karierę.
| Sezon   | Klub              | Kraj   | Rozgrywki   | Mecze | Bramki |
| ------- | ----------------- | ------ | ----------- | ----- | ------ |
| 1965/66 | Hapoel Tel Awiw   | Izrael | Liga Leumit | 20    | 2      |
| 1966/67 | Hapoel Tel Awiw   | Izrael | Liga Leumit | ?     | ?      |
| 1967/68 | Hapoel Tel Awiw   | Izrael | Liga Leumit | ?     | ?      |
| 1968/69 | Hapoel Tel Awiw   | Izrael | Liga Leumit | 29    | 19     |
| 1969/70 | Hapoel Tel Awiw   | Izrael | Liga Leumit | 29    | 12     |
| 1970/71 | Hapoel Tel Awiw   | Izrael | Liga Leumit | 30    | 9      |
| 1971/72 | Hapoel Tel Awiw   | Izrael | Liga Leumit | 17    | 9      |
| 1972/73 | Hapoel Tel Awiw   | Izrael | Liga Leumit | 28    | 17     |
| 1973/74 | Hapoel Tel Awiw   | Izrael | Liga Leumit | 29    | 11     |
| 1974/75 | Hapoel Tel Awiw   | Izrael | Liga Leumit | 30    | 5      |
| 1975/76 | Hapoel Tel Awiw   | Izrael | Liga Leumit | 25    | 3      |
| 1976/77 | Hapoel Tel Awiw   | Izrael | Liga Leumit | 28    | 10     |
| 1977/78 | Hapoel Tel Awiw   | Izrael | Liga Leumit | 26    | 10     |
| 1978/79 | Hapoel Tel Awiw   | Izrael | Liga Leumit | 21    | 4      |
| 1979/80 | Szimszon Tel Awiw | Izrael | Liga Leumit | 27    | 10     |
| 1980/81 | Hapoel Jerozolima | Izrael | Liga Leumit | 29    | 5      |
| 1981/82 | Hapoel Ramat Gan  | Izrael | Liga Leumit | 30    | 16     |
| 1982/83 | Hapoel Ramat Gan  | Izrael | Liga Leumit | 6     | 1      |
| 1982/83 | Hapoel Hajfa      | Izrael | Liga Leumit | 21    | 7      |
| 1983/84 | Beitar Ramla      | Izrael | Liga Arzit  | 10    | 2      |

## Kariera reprezentacyjna
W reprezentacji Izraela Feigenbaum zadebiutował 15 czerwca 1966 roku w przegranym 1:2 towarzyskim meczu z Urugwajem, rozegranym w Ramat Gan. W 1968 roku reprezentował Izrael na Igrzyskach Olimpijskich w Meksyku.
W 1970 roku Feigenbaum był w kadrze Izraela na Mistrzostwa Świata w Meksyku, na których rozegrał trzy mecze: z Urugwajem (0:2), ze Szwecją (1:1) i z Włochami (0:0). Od 1966 do 1977 roku rozegrał w kadrze narodowej 51 meczów i strzelił 24 gole.

## Kariera trenerska
Po zakończeniu kariery piłkarskiej Feigenbaum został trenerem. Prowadził takie kluby jak: Hapoel Hajfa, Beitar Netanja, Hapoel Jerozolima, Maccabi Netanja, Hapoel Tel Awiw, Maccabi Petach Tikwa, Maccabi Herclijja, Bene Jehuda Tel Awiw, Hapoel Ironi Riszon le-Cijjon, Hapoel Cafririm Holon, Maccabi Ahi Nazaret, Bene Sachnin, Hapoel Umm al-Fahm, Hapoel Aszkelon, Hapoel Hadera i Hapoel Ironi Nir Ramat ha-Szaron. W sezonie 1985/1986 wygrał z Beitarem Netanja rozgrywki drugiej ligi. W sezonie 1994/1995 zdobył z Maccabi Petach Tikwa Toto Cup.